# Chrysoexorista caeruleiventris
Chrysoexorista caeruleiventris là một loài ruồi trong họ Tachinidae.